# Segestria mirshamsii
Espèce
Segestria mirshamsii est une espèce d'araignées aranéomorphes de la famille des Segestriidae.

## Distribution
Cette espèce est endémique d'Iran.

## Publication originale
- Marusik, Nadimi, Omelko & Koponen, 2014 : First data about cave spiders (Arachnida: Araneae) from Iran. Zoology in the Middle East, vol. 60, no 3, p. 255-266.